# Issa Sarr
Issa Sarr (Dakar, Senegal, 9 de octubre de 1986) es un futbolista senegalés. Juega como mediocampista y actualmente milita en el Orlando Pirates de la Premier Soccer League de Sudáfrica.

## Clubes
| Club                 | País      | Temporadas        |
| -------------------- | --------- | ----------------- |
| AS Culturelle Diaraf | Senegal   | 2009 - 2011       |
| AS Pikine            | Senegal   | 2011 - 2013       |
| Chippa United        | Sudáfrica | 2013              |
| Platinum Stars       | Sudáfrica | 2013 - 2014       |
| Orlando Pirates      | Sudáfrica | 2014 - Actualidad |